# Оден (Мічиган)
Оден (англ. Oden) — переписна місцевість (CDP) в США, в окрузі Еммет штату Мічиган. Населення — 358 осіб (2020).

## Географія
Оден розташований за координатами 45°25′30″ пн. ш. 84°49′33″ зх. д. / 45.42500° пн. ш. 84.82583° зх. д. (45.425064, -84.825760).  За даними Бюро перепису населення США в 2010 році переписна місцевість мала площу 1,59 км², уся площа — суходіл.

## Демографія
Згідно з переписом 2010 року, у переписній місцевості мешкали 363 особи в 154 домогосподарствах у складі 98 родин. Густота населення становила 228 осіб/км².  Було 270 помешкань (170/км²).
Расовий склад населення:
| - 91,5 % — білих - 4,4 % — корінних американців - 0,3 % — чорних або афроамериканців - 0,3 % — азіатів |

До двох чи більше рас належало 3,3 %. Частка іспаномовних становила 1,9 % від усіх жителів.
За віковим діапазоном населення розподілялося таким чином: 21,2 % — особи молодші 18 років, 66,7 % — особи у віці 18—64 років, 12,1 % — особи у віці 65 років та старші. Медіана віку мешканця становила 41,7 року. На 100 осіб жіночої статі у переписній місцевості припадало 107,4 чоловіків;  на 100 жінок у віці від 18 років та старших — 105,8 чоловіків також старших 18 років.
Середній дохід на одне домашнє господарство  становив 53 045 доларів США (медіана — 52 750), а середній дохід на одну сім'ю — 56 322 долари (медіана — 63 571). За межею бідності перебувало 2,2 % осіб, у тому числі 0,0 % дітей у віці до 18 років та 0,0 % осіб у віці 65 років та старших.
Цивільне працевлаштоване населення становило 151 осіб. Основні галузі зайнятості: освіта, охорона здоров'я та соціальна допомога — 29,8 %, будівництво — 19,9 %, науковці, спеціалісти, менеджери — 14,6 %, виробництво — 13,9 %.